# Портрет Зинаиды Юсуповой (картина Серова)
«Портрет Зинаиды Юсуповой» кисти Валентина Серова — один из наиболее известных портретов работы художника.
Княгиня изображена в интерьере петербургского Юсуповского дворца на Мойке.
Впервые экспонировался на выставке «Мира искусства» в начале 1902 года в Петербурге. Портрет вызвал противоречивые оценки: И. Грабарь считал, что «слабое место произведения — композиция», Б. Терновец назвал позу «вымученной, мало объяснимой».
Этот портрет, как и другие работы Серова, относимые к юсуповскому циклу («Портрет Ф. Ф. Юсупова-ст. на коне», «Портрет Ф. Ф. Юсупова-мл. с бульдогом» и «Портрет Н. Ф. Юсупова»), находится в Русском музее, куда попал в 1925 году из государственного  Юсуповского дворца-музея, Ленинград, ранее он находился в собрании князя Ф.Ф. Юсупова, графа Сумарокова-Эльстона, Петербург.
Серов создал несколько других изображений княгини более камерного характера.